# 大業分別経
『大業分別経』（だいごうふんべつきょう、巴: Mahā-kammavibhaṅga-sutta, マハーカンマヴィバンガ・スッタ）とは、パーリ仏典経蔵中部に収録されている第136経。
類似の伝統漢訳経典としては、『中阿含経』（大正蔵26）の第171経「分別大業経」がある。
釈迦が、アーナンダに、業と輪廻に関する仏法を説く。

## 構成

### 登場人物
- サミッディ --- 比丘
- ポータリプッタ --- 遊行者
- アーナンダ --- 比丘
- ウダーイン --- 比丘
- 釈迦

### 場面設定
ある時、釈迦は、ラージャガハ（王舎城）の竹林精舎に滞在していた。
そこから離れた場所で、比丘サミッディと遊行者ポータリプッタが仏法について議論するが、意見が折り合わずポータリプッタは去ってしまう。
サミッディはアーナンダの元へ行き、一緒に釈迦の元へ話を聞きに行く。
アーナンダが事情を釈迦に話と、それを傍らで聞いていた比丘ウダーインが口を出す。釈迦はサミッディもウダーインも仏説を理解していないことを指摘しつつ、アーナンダに業と輪廻に関する説法を始める。
そこでは、業の善悪と、その果報としての転生先への反映には、時間差があることが説明される。
アーナンダは歓喜する。

## 日本語訳
- 『南伝大蔵経・経蔵・中部経典4』（第11巻下） 大蔵出版
- 『パーリ仏典 中部（マッジマニカーヤ）後分五十経篇II』 片山一良訳 大蔵出版
- 『原始仏典 中部経典4』（第7巻） 中村元監修 春秋社